# Jean II de Ballon
Jean de Ballon (ou Ballou) est le 28e abbé général de Cîteaux de 1266 au 9 octobre 1284.

## Biographie
Réputé de naissance illustre et d’un rare mérite, Jean de Ballon devient en 1250 abbé de l’abbaye de Saint-André-de-Gouffern, fille de Savigny, en Normandie. L’église de ce monastère est consacrée lors de son abbatiat vers 1252 par l’évêque de Séez ; à l'issue de la Révolution française, il n’en reste plus que quelques ruines.
En 1261, il devient abbé de Savigny, puis ce nom apparaît comme abbé de Cîteaux cinq ans plus tard en 1266.
Jean de Ballou donne alors en 1271 à l'abbaye de Saint André deux reliques : une partie d'os de l’épaule de saint André (« spatule », selon l'étymologie latine) et un morceau de bois de la vraie croix de la Passion du Christ.